# Сызранский колледж искусств и культуры имени О. Н. Носцовой
«Сызранский колледж искусств и культуры им. О. Н. Носцовой» — государственное бюджетное образовательное учреждение среднего профессионального образования, готовящее специалистов различных творческих профессий.

## История
По инициативе директора Куйбышевского музыкального училища Дмитрия Георгиевича Шаталова, в 1972 году было открыто Сызранское Музыкальное училище, первым директором которого стал его выпускник, баянист Вячеслав Куликов. В 1992 года училище получает статус Колледжа искусств, в учебном заведении появляются новые специальности.
С 2005 года Сызранский колледж искусств и культуры носит имя О. Н. Носцовой — заслуженной деятельницы культуры Российской Федерации.
Учебные корпуса расположились в двух исторических зданиях начала XX века: здании Уездного училища и Доме купцов Сыромятниковых.

## В настоящее время
В колледже преподают опытные педагоги, выпускники консерваторий: Саратова, Нижнего Новгорода, Москвы: МГК им. Чайковского, РАМ им. Гнесиных, некоторые из них награждены Министерством культуры РФ.
Студенты колледжа часто становятся лауреатами региональных и всероссийских конкурсов, премий. На базе колледжа существует Академический хор «Многолетие», а также духовой оркестр, оркестр народных инструментов и народный ансамбль «Живая вода».

### Специальности
Продолжительность обучения на каждой специальности — 3 года 10 месяцев,
студенты принимаются на базе 9 классов общеобразовательной школы.
- 070301 Актерское искусство
- 073101 Инструментальное исполнительство
- 072601 Декоративно-прикладное искусство и народные промыслы
- 073401 Вокальное искусство
- 073403 Сольное и хоровое народное пение
- 073502 Хоровое дирижирование
- 070214 Музыкальное искусство эстрады
- 073002 Теория музыки

Также колледж предлагает программы дополнительного образования для всех желающих.

### Деятельность колледжа
При активном участии колледжа проводятся творческие конкурсы и фестивали: Всероссийский фестиваль «Роза ветров», межрегиональный фестиваль-конкурс детского творчества им. A. Островского «Солнечный круг», Международный фестиваль духовых оркестров «Серебряные трубы Поволжья»

Кроме того, в самом колледже искусств регулярно проводятся концерты и выступления местных и региональных творческих коллективов.

## Учащиеся колледжа в телевизионных проектах
- В сентябре 2013 году выпускница Сызранского колледжа искусств Анна Александрова прошла во второй тур проекта 1 телеканала «Голос»[10]
- В этом же месяце, творческий коллектив выпускников колледжа искусств принял участие в музыкальном шоу телеканала Россия-1 «Наш выход»[11]